# Sarab-e Qandil
Sarab-e Qandil est un lieu-dit situé à environ vingt kilomètres au sud de Nurabad, province de Fars, en Iran. Le site abrite un relief rupestre sassanide attribué au roi Bahram II.

## Le relief rupestre
Contrairement à la plupart des reliefs rocheux sassanides sculptés sur des parois de falaises ou des murs rocheux, celui de Sarab-e Qandil est taillé sur une face d’un roc isolé. Le choix d’un tel support est plus commun sur les reliefs Parthes et Élamites tels qu’à Izeh. Le site est propre à Bahram II, n’ayant jamais été utilisé avant ou après lui. Il représente une scène familiale réalisée dans un style propre à ce roi. Il montre la reine offrant une fleur de lotus à son époux. La scène rappelle celle du relief de Barm-e Dilak I qui date du même règne, et dans laquelle c’est au contraire le roi qui offre une fleur identique à la reine. Un second personnage masculin est présent derrière le roi, qui tient l’anneau de pouvoir derrière la tête du monarque. Ce personnage est réalisé selon des proportions identiques à celle du roi, et adopte la même position : main gauche posée sur le pommeau de l’épée tenue à la taille par un baudrier. Ces éléments conduisent entre autres Louis Vanden Berghe à l’identifier comme étant un prince royal, probablement Bahram III fils et successeur de Bahram II. Le monarque et sa reine sont représentés déhanchés, en vis-à-vis, dans une attitude évoquant l'amour et la détente. Le drapé des vêtements est parfaitement réalisé. Le cadre contenant la sculpture est régulier, non débordé par le Korymbos du roi comme souvent dans les reliefs sassanides. Il ne suit en revanche pas les proportions d’un rectangle d'or comme d'autres reliefs de cette dynastie. 
Une autre des spécificités portées par ce panneau est qu’il s’agit avec Barm-e Dilak, Sar Mashhad et Naqsh-e Rostam d’une des rares représentations d’une reine sur les reliefs sassanides, toutes étant le fait de Bahram II.